# LYK5
LYK5 – ludzki gen kodujący białko LYK5, znane też jako STRAD (STE20-like pseudokinase, STE20-like related adaptor protein). Białko STRAD posiada domenę kinazową podobną do STE20, jednak ma zmienione reszty aminokwasowe odpowiedzialne za aktywność katalityczną, stąd zaliczane jest do pseudokinaz. Wiadomo, że STRAD tworzy in vivo kompleks potrójny z kinazą LKB1 i białkiem MO25, i jest niezbędne do prawidłowego działania LKB1 w komórce. 
Gen LYK5 znajduje się w locus 17q23.3i zawiera 13 eksonów.